# Патяк Олег Станіславович
Олег Станіславович Патяк (нар. 28 листопада 1985, Запоріжжя, УРСР) — український футболіст, виступав на позиції півзахисника.

## Життєпис
Вихованець запорізького «Металурга», перший тренер — Володимир Шаповалов. У ДЮФЛУ за «Металург» грав з 1998 року по 2002 рік. У 2001 році був переведений у «Металург-2», клуб виступав у Другій лізі. Сезон 2002/03 років провів у клубі «Торпедо» із Запоріжжя й зіграв 22 матчі у Другій лізі та 1 матч у Кубку України. Потім грав у клубі «Уралан» з міста Еліста. Після чого знову виступав за «Металург-2», разом з командою двічі ставав бронзовим призером Другої ліги. У червні 2007 року провів 2 матчі за основу «Металурга» у Вищій лізі проти «Харкова» і «Шахтаря», Патяк виходив в кінцівці матчу, а «Металург» тоді грав ослабленим складом.
У 2008 році був відданий в оренду російському клубу «Спартак-Нальчик». У червні 2008 року підписав трирічний контракт з клубом. У команді провів 2 матчі в Прем'єр-лізі проти «Терека» й «Шинника», 1 матч у Кубку Росії, також зіграв 16 матчів і забив 1 м'яч у молодіжній першості.
Взимку 2009 року побував на перегляді в клубах «СКА-Енергія» й «Вітебськ», але обом командам не підійшов. Влітку 2009 року побував на перегляді в українських клубах «Зоря» та «Закарпаття», але також не перейшов до жодного з них.
Взимку 2010 року перейшов у клуб Першої ліги України «Фенікс-Іллічовець». Всього за клуб у Першій лізі він провів 16 матчів, також провів 1 матч у Кубку України. Потім покинув клуб в статусі вільного агента. Після цього виступав у аматорському клубі «Вектор» з села Богатирівка. У серпні 2013 року перейшов у черкаський «Славутич», в якому провів 10 матчів.

## Досягнення
- Друга ліга чемпіонату України
  -  Бронзовий призер (2): 2003/04, 2005/06